# Edie Falco
Edith „Edie” Falco (Brooklyn, New York, 1963. július 5.–) kétszeres  Golden Globe- és négyszeres Primetime Emmy-díjas amerikai színésznő. 
Legismertebb szerepei Diane Whittlesey (Oz), Carmela Soprano (Maffiózók) és Jackie Peyton (Jackie nővér).

## Gyerekkora és tanulmányai
Edie Falco New York Brooklyn városrészében született, anyja Judith Anderson színésznő, apja Frank Falco dzsesszdobos, később reklámügynökségi alkalmazott. Apja olasz, anyja pedig svéd és angol ősöktől származik. Egy bátyja, egy öccse és egy húga van (Joseph, Paul és Ruth), nagybátyja Edward Falco, író-költő a Virginia Tech egyetemen angolt tanít.
Négyéves korától Long Island-en nevelkedett, miután a családja előbb Hicksville-ben, majd North Babylon-ba, végül West Islip-be költözött. Gyerekkorában az anyját is foglalkoztató East Farmingdale-i Arena Players Repertory Theater színdarabjaiban szerepelt.
Családja végül Northportba költözött, ahol Edie a középiskolai tanulmányait is végezte. Végzősként Eliza Doolittle szerepét játszotta a My Fair Lady című darabban. 1981-ben a Northport High School diákjaként érettségizett. Felsőfokú tanulmányait a State University of New York keretében működő Purchase Kollégiumban végezte, ahol diáktársai között voltak Stanley Tucci és Ving Rhames színészek is. 1986-ban szerzett színészi oklevelet.

## Pályafutása
Pályafutása kezdetén Falco olyan televíziós sorozatokban kapott kisebb szerepeket, mint az Esküdt ellenségek vagy a Gyilkos utcák. Tom Fontana, a Gyilkos utcák rendezője Nick Gomez 1992-es, A gravitáció törvényei című filmjében figyelt fel Falcó-ra, és kiválasztotta Eva Thormann, egy sebesült rendőr feleségének szerepére. Fontana nyilatkozta róla: „Ő egy olyan színésznő, aki mentes minden sallangtól. Mindent olyan egyszerűséggel és őszinteséggel csinál, hogy az lélegzetelállító.” Abban az időben kisebb televíziós szerepekből tartotta fenn magát. 1990-ben A semmi ágán és a A szerencse forgandó című filmekben kapott kisebb szerepet, filmes áttörése pedig 1994-ben következett be, amikor Woody Allen Lövések a Broadwayn című filmjében egy kisebb szerepet kapott. Egykori egyetemi kollégájához, Eric Mendelsohn-hoz kötődő barátságának köszönhette ezt a szerepet: Mendelsohn a film ruhatervezőjének, Jeffrey Kurland-nek volt az asszisztense. Falco később két Mendelsohn által rendezett filmben is szerepelt (Judy Berlin, 3 Backyards). Fontana végül beválogatta egy állandó szerepre az HBO Oz című sorozatába, melyben egy börtönőrt alakított.
Legnagyobb televíziós sikerét a Maffiózók főszereplőjének, Tony Soprano-nak feleségét, Carmelát alakítva érte el. David Chase beválogatta az 1997-ben leforgatott pilot epizódba, majd miután az HBO műsorra tűzte a sorozatot, Falco 85 részben alakította a maffiavezér feleségét. Sorozatbeli alakításáért több jelölést és díjat is kapott.
Többek között szerepelt a Cop Land (1997), az Intim részek (1997), a Zuhanás (1999), a Napfényes Florida (2002) és A bűn színe (2006) című filmekben is. Emellett a Broadway színpadjain is látható volt (Side Man, Frankie and Johnny in the Clair de Lune - Stanley Tucci oldalán, 'night, Mother - Brenda Blethyn oldalán, The House of Blue Leaves). Színházi alakításaiért is több jelölést és díjat kapott. Vendégszereplőként A stúdió és a Will és Grace sorozatokban volt látható.
Edie Falco jelenleg a Showtime fekete komédiájában, a 2009 óta futó Jackie nővérben alakítja a címszereplőt.

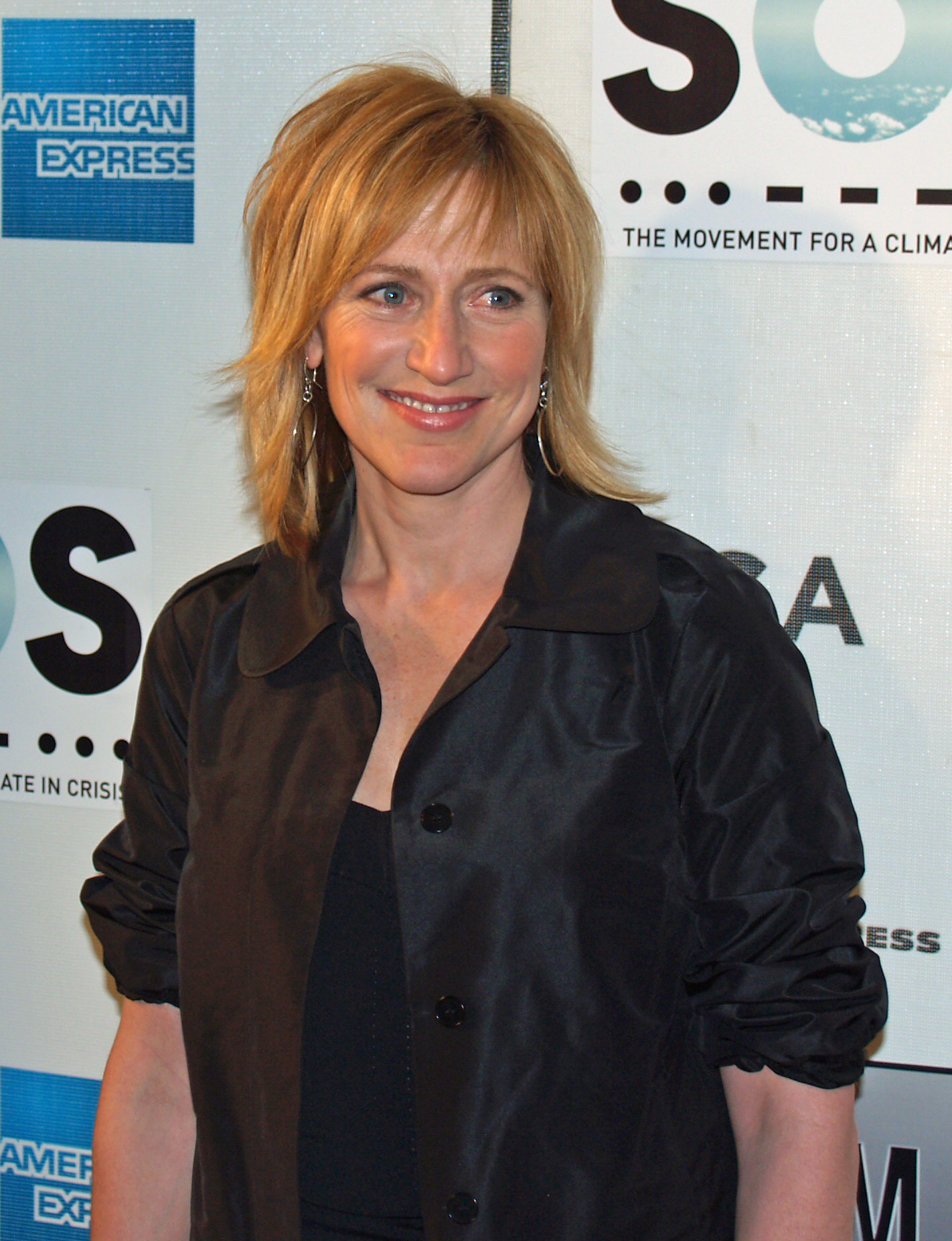
Edie Falco 2007-ben

2011-ben a House of Blue Leaves Broadway-darabban Bananas szerepét alakította. A színdarabban együtt játszott Ben Stillerrel és Jennifer Jason Leigh-el, és alakításáért Tony-díjra jelölték. 2013-ban Liz Flahive The Madrid című Off-Broadway darabjában Martha szerepét játszotta.
Edie Falco egyike azon kevés színésznőnek (Gillian Anderson - X-akták, America Ferrera - Ki ez a lány?, Tina Fey - A stúdió), aki ugyanabban az évben Golden Globe-díjat, Emmy-díjat és Screen Actors Guild-díjat kapott. Falco ezeket a kitüntetéseket 2003-ban kapta a Maffiózók 4. évadában nyújtott alakításáért kapta.
A színésznő négy Emmy-t, két Golden Globe-díjat és öt Screen Actors Guild-díjat nyert. Falco a második olyan színésznő, aki dráma- és vígjáték-sorozatbeli alakításért egyaránt elnyerte az Emmy-díjat.

## Magánélete
2003-ban mellrákkal diagnosztizálták, azonban úgy döntött, hogy a hírt csak egy évvel később közli a nyilvánossággal.
A színésznőnek korábban alkoholproblémái voltak, és elmondása szerint nehéz volt számára a Maffiózók gyakran bulizó stábja mellett: "Ez a stáb különösképp szeretett együtt lógni és bulizni. Úgy csinálták, hogy jó mókának látsszon. És jó móka volt nekem is! Sokkal több időt töltöttek együtt nélkülem, mint velem, ami a saját döntésem volt. Mindig meghívtak, mindig ott voltam két percre, majd eljöttem, mert már nem voltam képes azt az életet élni. Túl veszélyes." Falco az Anonim Alkoholisták tizenkét lépcsős programjának egyik támogatója.
2005-ben fogadta örökbe fiát, Anderson-t, illetve 2008-ban lányát, Macy-t.
2012-ben a Who Do You Think You Are? dokumentumfilm-sorozat egyik részének szereplője volt. A műsorban családfájának anyai ágát kutatták fel. Ebből kiderült, hogy Falco egy Penzance-ból származó, a nyílt tengeren született, és 1840-ben elhunyt cornwalli tengerész leszármazottja.
2013-ban részt vett a PETA állatvédő szervezet egyik akciójában, amelyben a cirkuszokban tapasztalható, elefántokkal szembeni rossz bánásmodra hívták fel a közvélemény figyelmét.

### Politikai szerepvállalása
A 2004-es amerikai elnökválasztási kampány alatt Falco feltűnt egy 30 másodperces televíziós reklámban is, amelyben a M.O.B. (Mothers Opposing Bush; magyarul: Anyák Bush-al Szemben) szervezet nevében a következőket mondta:"Az anyák mindig az első helyre helyezik gyermekeiket. Mr. Bush, Ön is elmondhatja ugyanezt?" Ezzel utalva arra, hogy George W. Bush lányainak nincs katonai tapasztalata, ami ellentétes az elnök háborús úszító politikájával.
A közzétett adatok szerint 2004-ben 1000 dollárt adományozott John Kerry kampányának, 300 dollárt a demokrata országos választmánynak (Democratic National Committee), és 2005-ben 1000, illetve 300 dollárral támogatta Hillary Clinton kampányát.
2009. június 25-én a Health Care for America Now nevű, egészségügyi problémákkal foglalkozó szervezet szóvivőjeként a CNN műsorában is felszólalt.

## Filmográfia

### Film
| Év   | Magyar cím                               | Eredeti cím               | Szerep                                    | Magyar hang  |
| ---- | ---------------------------------------- | ------------------------- | ----------------------------------------- | ------------ |
| 1987 |                                          | Sweet Lorraine            | Karen (Edith Falco néven)                 |              |
| 1989 | Hihetetlen igazság                       | The Unbelievable Truth    | Jane, a pincérnő                          |              |
| 1989 | Mesék a járdán                           | Sidewalk Stories          | nő a kocsin                               |              |
| 1990 | A semmi ágán                             | Trust                     | Peg Coughlin                              |              |
| 1991 | A "Mars bolygón jártam"                  | I Was on Mars             | női taxisofőr                             |              |
| 1992 | A gravitáció törvényei                   | Laws Of Gravity           | Denise                                    |              |
| 1992 |                                          | Time Expired (rövidfilm)  | Ginny                                     |              |
| 1993 |                                          | Rift                      | filmrendező                               |              |
| 1994 | Lövések a Broadwayn                      | Bullets Over Broadway     | Lorna                                     | Antal Olga   |
| 1995 | Menekülés a pokolból                     | The Addiction             | Jean                                      |              |
| 1995 | Tüzelj vissza                            | Backfire!                 | anya                                      |              |
| 1996 |                                          | Layin' Low                | Angie                                     |              |
| 1996 | A temetés                                | The Funeral               | szakszervezeti szóvivő                    |              |
| 1996 | Érzelmek szobája                         | Breathing Room            | Marcy                                     |              |
| 1996 |                                          | Childhood's End           | Patty                                     |              |
| 1997 |                                          | Hurricane                 | Joanne                                    |              |
| 1997 | Intim részek                             | Private Parts             | Alison barátja ( stáblistán nem szerepel) |              |
| 1997 | Cop Land                                 | Cop Land                  | Berta (tűzszerész)                        |              |
| 1997 |                                          | Trouble on the Corner     | Vivian Stewart                            |              |
| 1997 |                                          | Cost of Living            | Billie                                    |              |
| 1998 |                                          | Blind Light               | Diana DiBianco                            |              |
| 1998 | Drágább a gyöngyöknél                    | A Price Above Rubies      | Feiga                                     |              |
| 1999 |                                          | Judy Berlin               | Judy Berlin                               |              |
| 1999 |                                          | Stringer                  | tévés producer                            |              |
| 1999 | Zuhanás                                  | Random Hearts             | Janice                                    |              |
| 2000 |                                          | Death of a Dog            | Anya                                      |              |
| 2000 |                                          | Overnight Sensation       | Fesztiválkoordinátor                      |              |
| 2002 | Napfényes Florida                        | Sunshine State            | Marly Temple                              |              |
| 2004 |                                          | Family of the Year        | ismeretlen szerep                         |              |
| 2005 | A hétfői lány                            | The Girl from Monday      | Bíró                                      |              |
| 2005 | New York arcai (Emme története szegmens) | The Great New Wonderful   | Safarah Polsky                            |              |
| 2005 | Csend                                    | The Quiet                 | Olivia Deer                               | Orosz Anna   |
| 2006 | A bűn színe                              | Freedomland               | Karen Colluci                             |              |
| 2010 |                                          | 3 Backyards               | Peggy                                     |              |
| 2013 |                                          | Gods Behaving Badly       | Artemisz                                  |              |
| 2016 | A komédia császára                       | The Comedian              | Miller                                    | Kovács Nóra  |
| 2017 | Forródrót                                | Landline                  | Pat Jacobs                                | Für Anikó    |
| 2017 | Megan Leavey                             | Megan Leavey              | Jackie Leavey                             | Vándor Éva   |
| 2017 |                                          | Outside In                | Carol Beasley                             |              |
| 2017 |                                          | I Love You, Daddy         | Paula                                     |              |
| 2018 |                                          | Every Act of Life         | önmaga                                    |              |
| 2018 |                                          | Viper Club                | Charlotte                                 |              |
| 2018 |                                          | The Land of Steady Habits | Helene Harris                             |              |
| 2022 | Avatar: A víz útja                       | Avatar: The Way of Water  | Frances Ardmore tábornok                  | Szirtes Ági  |
| 2023 | Anya                                     | The Mother                | Eleanor Williams                          | Sági Tímea   |
| 2023 | Bolondok paradicsoma                     | Fool's Paradise           | ügynök                                    | Sági Tímea   |
| 2023 | Anya                                     | I'll Be Right There       | Wanda                                     |              |
| 2025 | Szülőtalálkozó                           | The Parenting             | Sharon                                    | Spilák Klára |

### Televízió
| Év        | Magyar cím                          | Eredeti cím                       | Szerep                    | Megjegyzések                       |
| --------- | ----------------------------------- | --------------------------------- | ------------------------- | ---------------------------------- |
| 1996      | A Napsugár fiúk                     | The Sunshine Boys                 | Carol Lewis               | tévéfilm magyar hangja: Antal Olga |
| 1993–1997 | Gyilkos utcák                       | Homicide: Life on the Street      | Eva Thromann              | 5 epizód                           |
| 1993–1998 | Esküdt ellenségek                   | Law & Order                       | Sally Bell                | 4 epizód                           |
| 1995–1997 | Veszélyes küldetés                  | New York Undercover               | Kelly őrmester            | 3 epizód                           |
| 1997–2000 | Oz                                  | Oz                                | Diane Whittlesey          | 23 epizód                          |
| 1999–2007 | Maffiózók                           | The Sopranos                      | Carmela Soprano           | 85 epizód                          |
| 2000      | Holtak hálójában                    | The Sight                         | Szellem                   | tévéfilm stáblistán nem szerepel   |
| 2001      | Töretlen hit (Jenifer)              | Jenifer                           | kerekesszékes eladónő     | tévéfilm                           |
| 2004      | Will és Grace                       | Will & Grace                      | Deirdre                   | 1 epizód                           |
| 2007–2008 | A stúdió                            | 30 Rock                           | Celeste „C.C.” Cunningham | 4 epizód                           |
| 2009–2015 | Jackie nővér                        | Nurse Jackie                      | Jackie Peyton             | főszereplő (80 epizód)             |
| 2016      |                                     | Horace and Pete                   | Sylvia                    | főszereplő (10 epizód)             |
| 2017      |                                     | Law & Order True Crime            | Leslie Abramson           | főszereplő (8 epizód)              |
| 2018      | Állatok                             | Animals.                          | Psycho (epizód)           | 1 epizód                           |
| 2020      |                                     | Tommy                             | Abigail "Tommy" Thomas    | főszereplő (12 epizód)             |
| 2020      | Impractical Jokers – Totál szívatás | Impractical Jokers                | önmaga                    | 1 epizód                           |
| 2021      | American Crime Story – Impeachment  | Impeachment: American Crime Story | Hillary Clinton           | főszereplő (7 epizód)              |

## Színház
| Színház   | Színház    | Színház                                 | Színház             | Színház                                                                                                  |
| Év        | Magyar cím | Eredeti cím                             | Szerep              | Megjegyzés                                                                                               |
| --------- | ---------- | --------------------------------------- | ------------------- | --- |
| 1998–1999 |            | Side Man                                | Terry               | Criterion Center Stage Right John Golden Theatre 1 díj és 1 jelölés (Lásd: Díjai és elismerései szakasz) |
| 2002–2003 |            | Frankie and Johnny in the Clair de Lune | Frankie             | Belasco Theatre                                                                                          |
| 2004–2005 |            | 'night, Mother                          | Jessie Cates        | Royale Theatre                                                                                           |
| 2010      |            | This Wide Night                         | Lorraine            | Peter Jay Sharp Theater 1 jelölés (Lásd: Díjai és elismerései szakasz)                                   |
| 2011      |            | The House of Blue Leaves                | Bananas Shaughnessy | Walter Kerr Theatre 1 díj és 1 jelölés (Lásd: Díjai és elismerései szakasz)                              |
| 2013      |            | The Madrid                              | Martha              | Manhattan Theatre Club 1 jelölés (Lásd: Díjai és elismerései szakasz)                                    |
|           |            |                                         |                     | |

## Díjai, elismerései
Munkássága során eddig összesen 84 jelölést és díjat kapott alakításaiért.
| Év   | Díj                                                        | Kategória | Alkotás címe             | Eredmény |
| ---- | ---------------------------------------------------------- | --- | ------------------------ | -------- |
| 2000 | Golden Globe-díj                                           | Legjobb női főszereplő – dráma tévésorozat | Maffiózók                | Elnyerte |
| 2001 | Golden Globe-díj                                           | Legjobb női főszereplő – dráma tévésorozat | Maffiózók                | Jelölve  |
| 2002 | Golden Globe-díj                                           | Legjobb női főszereplő – dráma tévésorozat | Maffiózók                | Jelölve  |
| 2003 | Golden Globe-díj                                           | Legjobb női főszereplő – dráma tévésorozat | Maffiózók                | Elnyerte |
| 2005 | Golden Globe-díj                                           | Legjobb női főszereplő – dráma tévésorozat | Maffiózók                | Jelölve  |
| 2007 | Golden Globe-díj                                           | Legjobb női főszereplő – dráma tévésorozat | Maffiózók                | Jelölve  |
| 2008 | Golden Globe-díj                                           | Legjobb női főszereplő – dráma tévésorozat | Maffiózók                | Jelölve  |
| 2010 | Golden Globe-díj                                           | Legjobb női főszereplő (musical vagy vígjátéksorozat) | Maffiózók                | Jelölve  |
| 2011 | Golden Globe-díj                                           | Legjobb női főszereplő (musical vagy vígjátéksorozat) | Jackie nővér             | Jelölve  |
| 2014 | Golden Globe-díj                                           | Legjobb női főszereplő (musical vagy vígjátéksorozat) | Jackie nővér             | Jelölve  |
| 2015 | Golden Globe-díj                                           | Legjobb női főszereplő (musical vagy vígjátéksorozat) | Jackie nővér             | Jelölve  |
| 1999 | Emmy-díj                                                   | Legjobb női főszereplő – drámai tévésorozat | Maffiózók                | Elnyerte |
| 2000 | Emmy-díj                                                   | Legjobb női főszereplő – drámai tévésorozat | Maffiózók                | Elnyerte |
| 2001 | Emmy-díj                                                   | Legjobb női főszereplő – drámai tévésorozat | Maffiózók                | Elnyerte |
| 2003 | Emmy-díj                                                   | Legjobb női főszereplő – drámai tévésorozat | Maffiózók                | Elnyerte |
| 2004 | Emmy-díj                                                   | Legjobb női főszereplő – drámai tévésorozat | Maffiózók                | Jelölve  |
| 2007 | Emmy-díj                                                   | Legjobb női főszereplő – drámai tévésorozat | Maffiózók                | Jelölve  |
| 2008 | Emmy-díj                                                   | Legjobb vendég színésznő – vígjáték tévésorozat | A stúdió                 | Jelölve  |
| 2010 | Emmy-díj                                                   | Legjobb női főszereplő – vígjáték tévésorozat | Jackie nővér             | Elnyerte |
| 2011 | Emmy-díj                                                   | Legjobb női főszereplő – vígjáték tévésorozat | Jackie nővér             | Jelölve  |
| 2012 | Emmy-díj                                                   | Legjobb női főszereplő – vígjáték tévésorozat | Jackie nővér             | Jelölve  |
| 2013 | Emmy-díj                                                   | Legjobb női főszereplő – vígjáték tévésorozat | Jackie nővér             | Jelölve  |
| 2014 | Emmy-díj                                                   | Legjobb női főszereplő – vígjáték tévésorozat | Jackie nővér             | Jelölve  |
| 2000 | Screen Actors Guild-díj                                    | Legjobb női színészi alakítás egy drámasorozatban | Maffiózók                | Elnyerte |
| 2000 | Screen Actors Guild-díj                                    | Legjobb színtársulati alakítás egy drámasorozatban (megosztva: James Gandolfini, Lorraine Bracco, Dominic Chianese, Jamie-Lynn Sigler, Michael Imperioli, Nancy Marchand, Robert Iler, Tony Sirico, Steven Van Zandt, Vincent Pastore)                                                                                                  | Maffiózók                | Elnyerte |
| 2001 | Screen Actors Guild-díj                                    | Legjobb női színészi alakítás egy drámasorozatban | Maffiózók                | Jelölve  |
| 2001 | Screen Actors Guild-díj                                    | Legjobb színtársulati alakítás egy drámasorozatban (megosztva: James Gandolfini, Lorraine Bracco, Dominic Chianese, Drea de Matteo, Jamie-Lynn Sigler, Michael Imperioli, Nancy Marchand, David Proval, Robert Iler, Tony Sirico, Aida Turturro, Steven Van Zandt, Vincent Pastore)                                                     | Maffiózók                | Jelölve  |
| 2002 | Screen Actors Guild-díj                                    | Legjobb női színészi alakítás egy drámasorozatban | Maffiózók                | Jelölve  |
| 2002 | Screen Actors Guild-díj                                    | Legjobb színtársulati alakítás egy drámasorozatban (megosztva: James Gandolfini, Lorraine Bracco, Federico Castelluccio, Dominic Chianese, Michael Imperioli, Drea de Matteo, Jamie-Lynn Sigler, Robert Iler, Joe Pantoliano, Steve Schirripa, Tony Sirico, Aida Turturro, Steven Van Zandt, John Ventimiglia)                          | Maffiózók                | Jelölve  |
| 2003 | Screen Actors Guild-díj                                    | Legjobb női színészi alakítás egy drámasorozatban | Maffiózók                | Elnyerte |
| 2003 | Screen Actors Guild-díj                                    | Legjobb színtársulati alakítás egy drámasorozatban (megosztva: James Gandolfini, Lorraine Bracco, Federico Castelluccio, Dominic Chianese, Vincent Curatola, Michael Imperioli, Drea de Matteo, Jamie-Lynn Sigler, Joe Pantoliano, Steve Schirripa, Robert Iler, Tony Sirico, Aida Turturro, Steven Van Zandt, John Ventimiglia)        | Maffiózók                | Jelölve  |
| 2005 | Screen Actors Guild-díj                                    | Legjobb női színészi alakítás egy drámasorozatban | Maffiózók                | Jelölve  |
| 2005 | Screen Actors Guild-díj                                    | Legjobb színtársulati alakítás egy drámasorozatban (megosztva: James Gandolfini, Lorraine Bracco, Steve Buscemi, Dominic Chianese, Vincent Curatola, Drea de Matteo, Michael Imperioli, Robert Iler, Jamie-Lynn Sigler, Steve Schirripa, Tony Sirico, Aida Turturro, Steven Van Zandt, John Ventimiglia)                                | Maffiózók                | Jelölve  |
| 2007 | Screen Actors Guild-díj                                    | Legjobb női színészi alakítás egy drámasorozatban | Maffiózók                | Jelölve  |
| 2007 | Screen Actors Guild-díj                                    | Legjobb színtársulati alakítás egy drámasorozatban (megosztva: James Gandolfini, Sharon Angela, Lorraine Bracco, Max Casella, Dominic Chianese, Michael Imperioli, Jamie-Lynn Sigler, Joseph R. Gannascoli, Dan Grimaldi, Steve Schirripa, Robert Iler, Tony Sirico, Aida Turturro, Maureen Van Zandt, Steven Van Zandt, Frank Vincent) | Maffiózók                | Jelölve  |
| 2008 | Screen Actors Guild-díj                                    | Legjobb női színészi alakítás egy drámasorozatban | Maffiózók                | Elnyerte |
| 2008 | Screen Actors Guild-díj                                    | Legjobb színtársulati alakítás egy drámasorozatban (megosztva: James Gandolfini, Greg Antonacci, Lorraine Bracco, Jamie-Lynn Sigler, Michael Imperioli, Dan Grimaldi, Arthur J. Nascarella, Steve Schirripa, Matt Servitto, Robert Iler, Tony Sirico, Aida Turturro, Steven Van Zandt, Frank Vincent)                                   | Maffiózók                | Elnyerte |
| 2010 | Screen Actors Guild-díj                                    | Legjobb női színészi alakítás egy vígjátéksorozatban | Jackie nővér             | Jelölve  |
| 2011 | Screen Actors Guild-díj                                    | Legjobb női színészi alakítás egy vígjátéksorozatban | Jackie nővér             | Jelölve  |
| 2012 | Screen Actors Guild-díj                                    | Legjobb női színészi alakítás egy vígjátéksorozatban | Jackie nővér             | Jelölve  |
| 2013 | Screen Actors Guild-díj                                    | Legjobb női színészi alakítás egy vígjátéksorozatban | Jackie nővér             | Jelölve  |
| 2013 | Screen Actors Guild-díj                                    | Legjobb színtársulati alakítás egy vígjátéksorozatban (megosztva: Mackenzie Aladjem, Eve Best, Bobby Cannavale, Jake Cannavale, Peter Facinelli, Dominic Fumusa, Arjun Gupta, Lenny Jacobson, Ruby Jerins, Paul Schulze, Anna Deavere Smith, Stephen Wallem, Merritt Wever)                                                             | Maffiózók                | Jelölve  |
| 2014 | Screen Actors Guild-díj                                    | Legjobb női színészi alakítás egy vígjátéksorozatban | Jackie nővér             | Jelölve  |
| 2015 | Screen Actors Guild-díj                                    | Legjobb női színészi alakítás egy vígjátéksorozatban | Jackie nővér             | Jelölve  |
| 2002 | AFI Awards                                                 | Az év színésznője - tévésorozat | Maffiózók                | Elnyerte |
| 1997 | AFI Fest-díj                                               | Legjobb színésznő | Cost of Living           | Elnyerte |
| 2003 | Chlotrudis Awards                                          | Legjobb női mellékszereplő | Napfényes Florida        | Jelölve  |
| 2011 | Critics Choice Television Awards                           | Legjobb női szereplő egy vígjátéksorozatban | Jackie nővér             | Jelölve  |
| 2003 | Dallas-Fort Worth-i Filmkritikusok Szövetségének díja      | Legjobb női mellékszereplő | Napfényes Florida        | 3. hely  |
| 2010 | Gay and Lesbian Entertainment Critics Association (GALECA) | Az év televíziós teljesítménye - Színésznő | Jackie nővér             | Jelölve  |
| 2013 | Gay and Lesbian Entertainment Critics Association (GALECA) | Az év televíziós musical vagy vígjáték teljesítménye | Jackie nővér             | Jelölve  |
| 1993 | Independent Spirit Awards                                  | Legjobb női főszereplő | A gravitáció törvényei   | Jelölve  |
| 2002 | Los Angeles-i Filmkritikusok Szövetségének díja            | Legjobb női mellékszereplő | Napfényes Florida        | Elnyerte |
| 2008 | Monte-Carlo TV Festival                                    | Kiváló férfi színész egy drámasorozatban | Maffiózók                | Jelölve  |
| 2002 | New York-i Filmkritikusok, Online                          | Legjobb női mellékszereplő | Napfényes Florida        | Elnyerte |
| 1999 | Online Film & Television Association-díj                   | Legjobb színésznő egy új drámasorozatban | Maffiózók                | Jelölve  |
| 1999 | Online Film & Television Association-díj                   | Legjobb színésznő egy kábeltévés sorozatban | Maffiózók                | Elnyerte |
| 2007 | Online Film & Television Association-díj                   | Legjobb színésznő egy drámasorozatban | Maffiózók                | Elnyerte |
| 2010 | Online Film & Television Association-díj                   | Legjobb színésznő egy vígjátéksorozatban | Jackie nővér             | Elnyerte |
| 2011 | Online Film & Television Association-díj                   | Legjobb színésznő egy vígjátéksorozatban | Jackie nővér             | Jelölve  |
| 2013 | Online Film & Television Association-díj                   | Legjobb színésznő egy vígjátéksorozatban | Jackie nővér             | Jelölve  |
| 2014 | Online Film & Television Association-díj                   | Legjobb színésznő egy vígjátéksorozatban | Jackie nővér             | Jelölve  |
| 2003 | Online Filmkritikusok Társaságának díja                    | Legjobb női mellékszereplő | Napfényes Florida        | Jelölve  |
| 2010 | Prism-díj                                                  | Legjobb teljesítmény egy drámasorozatbeli többrészes történetben | Jackie nővér             | Jelölve  |
| 2012 | Prism-díj                                                  | Legjobb női teljesítmény egy drámasorozatbeli többrészes történetben | Jackie nővér             | Jelölve  |
| 2014 | Prism-díj                                                  | Legjobb teljesítmény egy vígjátéksorozatban | Jackie nővér             | Jelölve  |
| 2000 | Satellite-díj                                              | Legjobb színésznői alakítás egy drámasorozatban | Maffiózók                | Jelölve  |
| 2001 | Satellite-díj                                              | Legjobb színésznői alakítás egy drámasorozatban | Maffiózók                | Jelölve  |
| 2002 | Satellite-díj                                              | Legjobb színésznői alakítás egy drámasorozatban | Maffiózók                | Elnyerte |
| 2003 | Satellite-díj                                              | Legjobb női mellékszereplő egy drámában | Napfényes Florida        | Elnyerte |
| 2009 | Satellite-díj                                              | Legjobb színésznő egy drámasorozatban | Jackie nővér             | Jelölve  |
| 2010 | Satellite-díj                                              | Legjobb színésznő egy vígjáték- vagy musicalsorozatban | Jackie nővér             | Jelölve  |
| 2013 | Satellite-díj                                              | Legjobb színésznő egy vígjáték- vagy musicalsorozatban | Jackie nővér             | Jelölve  |
| 2014 | Satellite-díj                                              | Legjobb színésznő egy vígjáték- vagy musicalsorozatban | Jackie nővér             | Jelölve  |
| 2001 | Tévékritikusok Szövetségének díja                          | Egyéni teljesítmény egy drámában | Maffiózók                | Jelölve  |
| 2003 | Tévékritikusok Szövetségének díja                          | Egyéni teljesítmény egy drámában | Maffiózók                | Elnyerte |
| 2004 | Tévékritikusok Szövetségének díja                          | Egyéni teljesítmény egy drámában | Maffiózók                | Jelölve  |
| 2000 | Viewers for Quality Television-díj                         | Legjobb színésznő egy minőségi drámasorozatban | Maffiózók                | Jelölve  |
| 1998 | Theatre World-díj                                          | Legjobb női szereplő egy színdarabban | Side Man                 | Elnyerte |
| 1998 | Drama Desk-díj                                             | Kiváló színésznő egy színdarabban | Side Man                 | Jelölve  |
| 2010 | Lucille Lortel-díj                                         | Kiváló női főszereplő | This Wide Night          | Jelölve  |
| 2011 | Drama Desk-díj                                             | Kiváló kiemelt színésznő egy színdarabban | The House of Blue Leaves | Elnyerte |
| 2011 | Tony-díj                                                   | Legjobb kiemelt színésznő egy színdarabban | The House of Blue Leaves | Jelölve  |
| 2013 | Drama League-díj                                           | Kiváló alakítás | The Madrid               | Jelölve  |